# Saint-Émiland
Saint-Émiland település Franciaországban, Saône-et-Loire megyében. Lakosainak száma 307 fő (2022. január 1.). Saint-Émiland Auxy, Antully, Couches, Saint-Firmin, Saint-Martin-de-Commune, Saint-Pierre-de-Varennes és Tintry községekkel határos.

## Népesség
A település népessége az elmúlt években az alábbi módon változott:
| Lakosok száma | 335  | 348  | 366  | 343  | 327  | 310  | 312  | 308  | 307  |
|               | 2013 | 2015 | 2016 | 2017 | 2018 | 2019 | 2020 | 2021 | 2022 |